# Steffi Kräker
Steffi Kräker, née le 21 avril 1960 à Leipzig (Allemagne de l'Est), est une gymnaste artistique est-allemande. 
Elle entre à l'International Gymnastics Hall of Fame en 2011.

## Palmarès

### Jeux olympiques
- Montréal 1976
  -  médaille de bronze au concours par équipes

- Moscou 1980
  -  médaille d'argent au saut de cheval
  -  médaille de bronze au concours par équipes
  -  médaille de bronze aux barres asymétriques

### Championnats du monde
- Strasbourg 1978
  -  médaille de bronze au concours par équipes
  -  médaille de bronze au saut de cheval

- Fort Worth 1979
  -  médaille de bronze au concours par équipes
  -  médaille de bronze au saut de cheval

- Moscou 1981
  -  médaille de bronze au concours par équipes
  -  médaille de bronze au saut de cheval

### Championnats d'Europe
- Prague 1977
  -  médaille de bronze aux barres asymétriques